# دومينيكانية

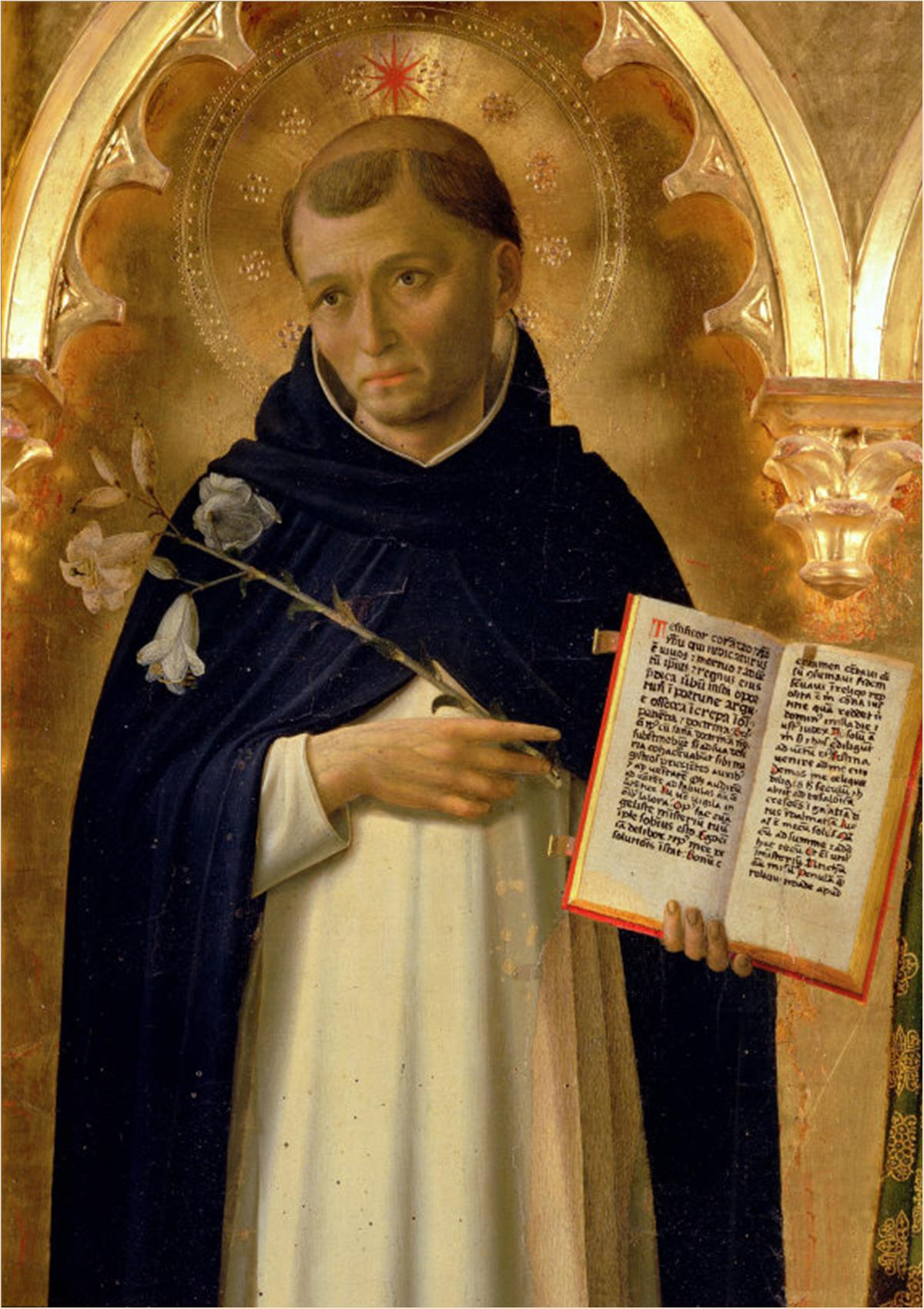
القديس دومينيك (1170-1221)، رسمة لفرا أنجيليكو.

الرهبنة الدومينيكانية هي رهبنة أسسها القديس دومينيك عام 1215 م. بدأت نشاطها، في مدينة طولوز بفرنسا، وكانت أولَ رهبنة كاثوليكية تأخذت على عاتقها التبشير بالعقيدة المسيحية، وهي مهمة كانت تُعتبر من قبلُ وقفاً على الأساقفة (ومندوبيهم) وامتيازاً لهم. وقد تميّز الدومينيكان الأولون بثقافة تخطّت اللاهوت إلى دراسة أرسطو كما عرفته أوروبا، وإلى محاولة التوفيق بين اللاهوت والفلسفة أيضاً.